# Groupe de NGC 6500
Le groupe de NGC 6500 comprend au moins six galaxies situées dans la constellation d'Hercule. La distance moyenne entre ce groupe et la Voie lactée est d'environ 43,6 Mpc (∼142 millions d'al).

## Membres
Le tableau ci-dessous liste les cinq galaxies du groupe indiquées dans l'article de A.M. Garcia paru en 1993.
| Nom                | Class. | Type                 | α (J2000.0)   | δ (J2000.0) | Vitesse radiale (km/s) | m               | Distance (Mpc) | Diamètre (kal) |
| ------------------ | ------ | -------------------- | ------------- | ----------- | ---------------------- | --------------- | -------------- | -------------- |
| NGC 6467           | S?     | Spirale              | 17h 50m 40.1s | 17° 32′ 16″ | 3040 ± 1               | 12,6            | 43,8 ± 3,1     | 108            |
| NGC 6500           | SAab?  | Spirale              | 17h 55m 59.8s | 18° 20′ 18″ | 3003 ± 4               | 12,2            | 43,1 ± 3,0     | 160            |
| NGC 6501           | SA0^+? | Lenticulaire         | 17h 56m 03.7s | 18° 22′ 23″ | 3068 ± 11              | 12,0            | 44,1 ± 3,1     | 79             |
| UGC 10966 NGC 6430 | Sab    | Spirale              | 17h 45m 14.3s | 18° 08′ 20″ | 3061 ± 13              | 13,5            | 44,2 ± 3,1     | 86             |
| UGC 11037          | Sdm?   | Spirale magellanique | 17h 55m 05.4s | 18° 15′ 27″ | 3127 ± 5               | 13,281 ± 0,093a | 45,0 ± 3,2     | 66             |
| UGC 11044          | SB?    | Spirale barrée       | 17h 55m 34.7s | 18° 55′ 37″ | 2883 ± 6               | 15,0 ± 0,4      | 41,3 ± 2,9     | 66             |

- aDans le proche infrarouge.

Le site DeepskyLog permet de trouver aisément les constellations des galaxies mentionnées dans ce tableau ou si elles ne s'y trouvent pas, l'outil du site constellation permet de le faire à l'aide des coordonnées de la galaxie. Sauf indication contraire, les données proviennent du site NASA/IPAC.